# Lymexylon
Lymexylon es un género de coleópteros de la familia Lymexylidae, que contiene las siguientes especies:
- Lymexylon amamianum Kurosawa, 1985
- Lymexylon miyakei Nakane, 1985
- Lymexylon navale Linnaeus, 1758
- Lymexylon persicus Foursow, 1935
- Lymexylon rufficole Kurosawa, 1949